# 于斌
于斌（う ひん、1901年4月13日 - 1978年8月16日）は、中国のカトリック教会の枢機卿。洗礼名は「パウロ」。中国人として二人目の枢機卿である。カトリック南京大司教と、輔仁大学が台湾で復興した時の初代学長等を務めた。

## 生涯

### 生い立ち
1901年（光緒27年）4月13日、中国東北部の黒龍江省将軍轄区蘭西県（当時はまだ省になっていなかった）に生まれた。字は野声。于家の祖籍は山東省昌邑県の于家荘で、清朝末に、曾祖父の于文成は闖関東により黒龍江省にやって来た。于斌が6歳の時、父親の于水源は亡くなり、7歳の時に母親の蕭氏もこの世を去った。このため于斌は祖父母に育てられたが、生活は豊かではなく、彼もまた他の少年と同じように豚を放牧したが、私塾で教育を受ける機会があった。
1912年（民国元年）、于斌が11歳の時、彼の祖父母は海倫県若瑟屯（今の海北鎮）に転居し、この事は于斌の一生に極めて大きな影響を与えた。若瑟屯はまさに黒龍江省で最も重要なカトリックの村落であり、ちょうど河北省の東閭村、山西省の六合村や察哈爾省の西湾子のように、このカトリック村の大部分の家庭はカトリック信者であった。宗教的な雰囲気は濃厚であり、各教区内の若い司祭や修道女の主要な出身地であった。しかもカトリック教会は、望みのある発展している拠点であると報じていた。辺外の土地である若瑟屯はカトリック村の中で最も年が浅く、1902年になってパリ外国宣教会のルーバン神父（Rev.Roubin,中国名：陸恒之）が創建したが、数年で100戸に上るカトリック信者を導いた。1909年、村に3,000人を収容することができ、鐘楼の高さが43メートルに達するゴシック様式の海北聖ヨゼフ教会が建った。
祖母は若瑟屯に移転してから間もなくカトリックの信仰を受け入れた。すぐにルーバン神父は、于斌が才能があることを見出し、先ず彼が海倫県的高等小学校と黒竜江省第一師範学校で学ぶことを薦め、将来的に村で教師になることを希望した。于斌は14歳で洗礼を受け、洗礼名は「パウロ」であった。彼の字である野声は聖書中の洗礼者ヨハネの「曠野之聲」（荒野の声）に由来する。
1919年五四運動勃発時、彼は18歳でちょうど黒竜江省第一師範学校で学んでおり、学生から学生団の団長に推されて通りで多くの演説をし、省城（チチハル）を風靡した。当時の黒龍江督軍鮑貴卿は彼を逮捕したので、彼は中途退学を迫られ、騒ぎを避けて若瑟屯に戻り、暫くは反物屋の店員をしていた。
1920年、19歳のこの一年に彼は誓願を立て、一生の修道生活を準備した。しかし、彼は家族の中で唯一人の男子だったので、ルーバン神父は彼にこの事を慎重にするように諌めたが、最後に祖母の大きな支持を得ることができ、順調に吉林省城（吉林市）にあった吉林神羅修道院に入学した。学習時間は合計で四年で、先ず小修道院で基礎課程のラテン語を学び、その間に上海震旦大学予科でフランス語を一年学習し、それから再び吉林の大修道院に戻って神学を学んだ。

### 司祭叙階とローマ滞在
1924年に23歳でローマに送られ、ウルバノ大学で哲学と神学を学んだ。1925年に最初の博士号のローマ聖トマス学院哲学博士の学位を取得した。1928年12月22日、于斌はローマで司祭に叙階された。1929年、彼は二つ目の博士号であるウルバノ大学神学博士の学位を取得し、アポリナ大学で教会法を研究した。1931年から1933年まで、于斌はバチカン図書館で管理員を担当し、中国語部門の目録や書類を整理する任務を負い、かつ図書館が所蔵する多くの中国の古書を研究する機会を得た。1933年、彼はウルバノ大学の中国語教授を担当し、中国哲学と中国文化史を教えた。同年、彼の三つ目の博士号であるイタリア国立ペルージャ大学政治学博士の学位を取得した。

### 帰国
1933年、于斌は既に滞在10年になるローマを離れて帰国し、中華全国カトリックアクション総監督に任命された。彼は三つの博士号を持ち、ラテン語、英語、ドイツ語とフランス語等の言語に精通しており、背は高く外見も良く、又弁舌巧みで組織を動かす能力が高かった。1934年、于斌はまた、北平（北京）輔仁大学理事長及び倫理学教授に招聘された。1936年、第一次全国カトリックアクション代表大会が上海で開かれたが、当時は日本の対中侵略戦争の脅威は既に切迫していた。于斌は「献機」運動（飛行機の寄付）を発動し、これにより多くの人が「カトリック信者は愛国的ではない」という見方を変えることになった。

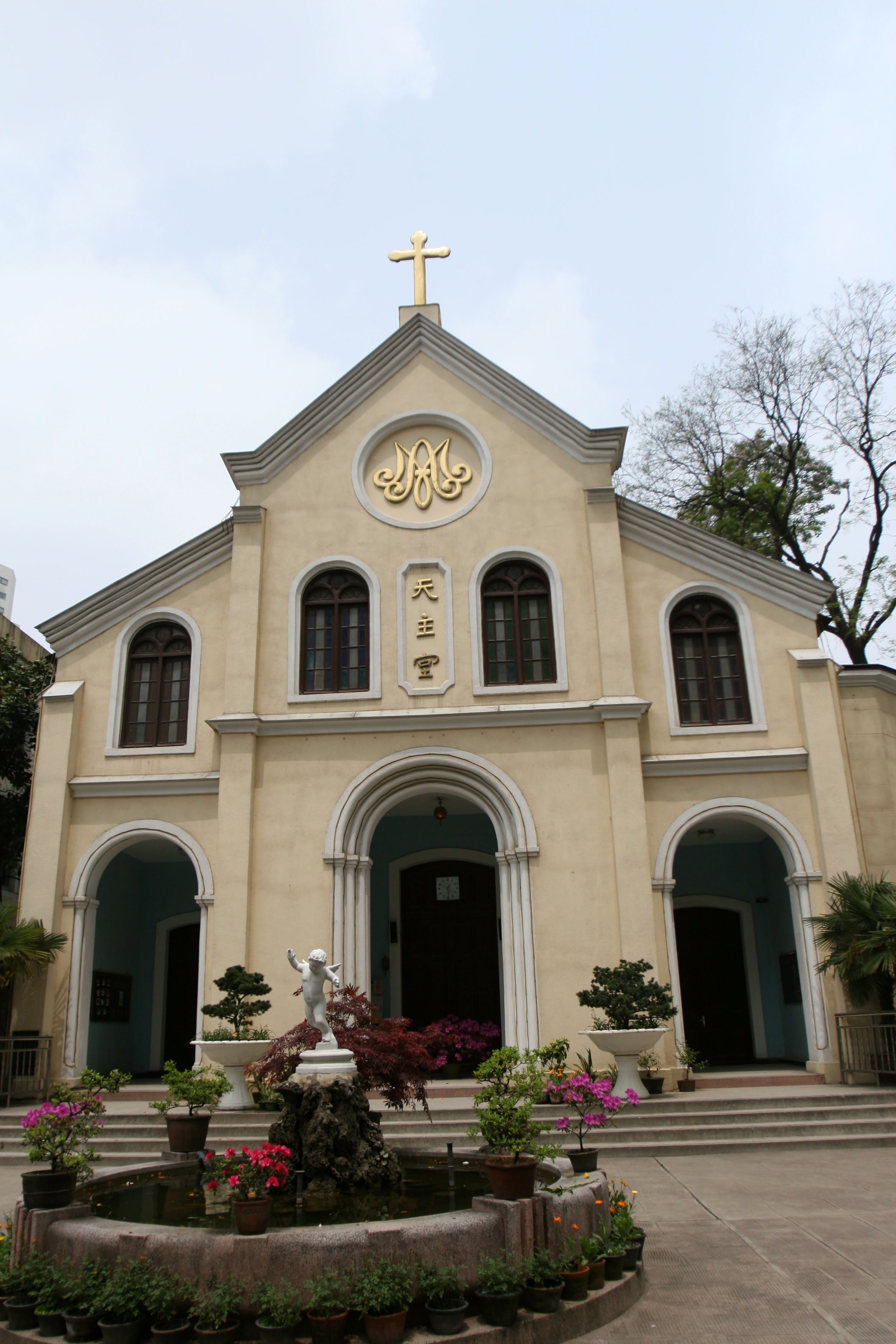
南京教区カテドラル

1936年7月17日、于斌は当時の教皇ピオ12世により、当時首都のあった南京代牧区司教に任命され、9月20日に司教叙階を受けた。当時、国民政府は津浦鉄道に一両の「花列車」を加える特例を出して、彼の南京への来訪を歓迎した。

### 日中戦争
1937年に日中戦争が勃発し、南京が日本に占領された時には、彼に$100,000もの賞金が掛けられた。于斌は政府について西に行き、重慶で難民救済活動を主催し、さらに百台救急車運動を発動した。戦争期間、彼は前後して八回欧米国家を往復し、至る所で演説し、国際的な同情と援助を獲得した。中国が最初のアメリカの援助を受けられたのは彼の功労である。蔣百里将軍はその外交的奇才に感服し、蔣介石に推挙した。ここから于斌と蔣家の父子の関係は、ずっと非常に密接となった。1938年国民政府に国民参政会の参政員に招聘された。彼は常に各種の政治活動に忙しかったので、メディアからは「政治司教」と呼ばれた。
1943年、于斌はアメリカに赴き、ワシントンで中美文化協会を創立し、アメリカ人の中国に対する理解を促進した。特に重要なのは、于斌がワシントンで積極的に活動して、最終的にアメリカ政府の移民法改正を促したことである。1944年以前、アメリカの華僑は永住権を持てず、不動産を購入出来ず、男性は妻をアメリカに連れて行けなかった。中国人の子供がアメリカで生まれてアメリカの市民になるのを恐れたからである。于斌は少なからずの友好的なアメリカ人の証言を発動させ、この様な差別的なやり方は日本に五百機の爆撃機を供給することと等しく、中国人を傷つけるだけではなく、また深くアメリカの栄誉を損なうので、直ちに改正が必要であると批判した。于斌は何人かの上院議員と下院議長の支持を獲得し、1943年に移民法は改正され、毎年105名の中国人がアメリカに移住し、かつ永久権を取得することを認めた。これから後、アメリカ移民法は次第に中国人に有利になっていった。
また、中国の再建のためにアメリカ人の教師や医者、そして技術者が応募出来る職業紹介所を中国に設立することを計画した。1944年2月にはフランクリン・ルーズベルト大統領とも会見した。1945年9月に戦争は終結し、自分の教区である南京に戻ることが出来た。

### 戦後
1946年4月11日、ローマ教皇庁は中国でのカトリック教会の正常な体制による聖職位階（ヒエラルキー）の設立を宣言し、于斌は南京大司教に挙げられ、僅か3名の中国人大司教（田耕莘、于斌、周済世）の一人となった。当時、于斌はさらに天津、北平、南京、上海、西安、重慶6つの都市に『益世報』の組織とカトリックラジオ放送局の設立に力を注いだ。次の年、南京にヴァンサン・レッブ（中国名：雷鳴遠）神父を記念して鳴遠新聞専門学校を創立した。1946年、于斌は制憲国民大会主席に当選した。
于斌の反共の立場から、彼と胡適等四人は中国共産党により文化戦犯とされた。国共内戦終息前に、于斌はバチカンの命令に従って南京を離れてアメリカに移り、ニューヨークで中美聯誼会を設立した。その後、中国共産党に欠席裁判で死刑を宣告された。1954年に中華民国（台湾）に到着した。

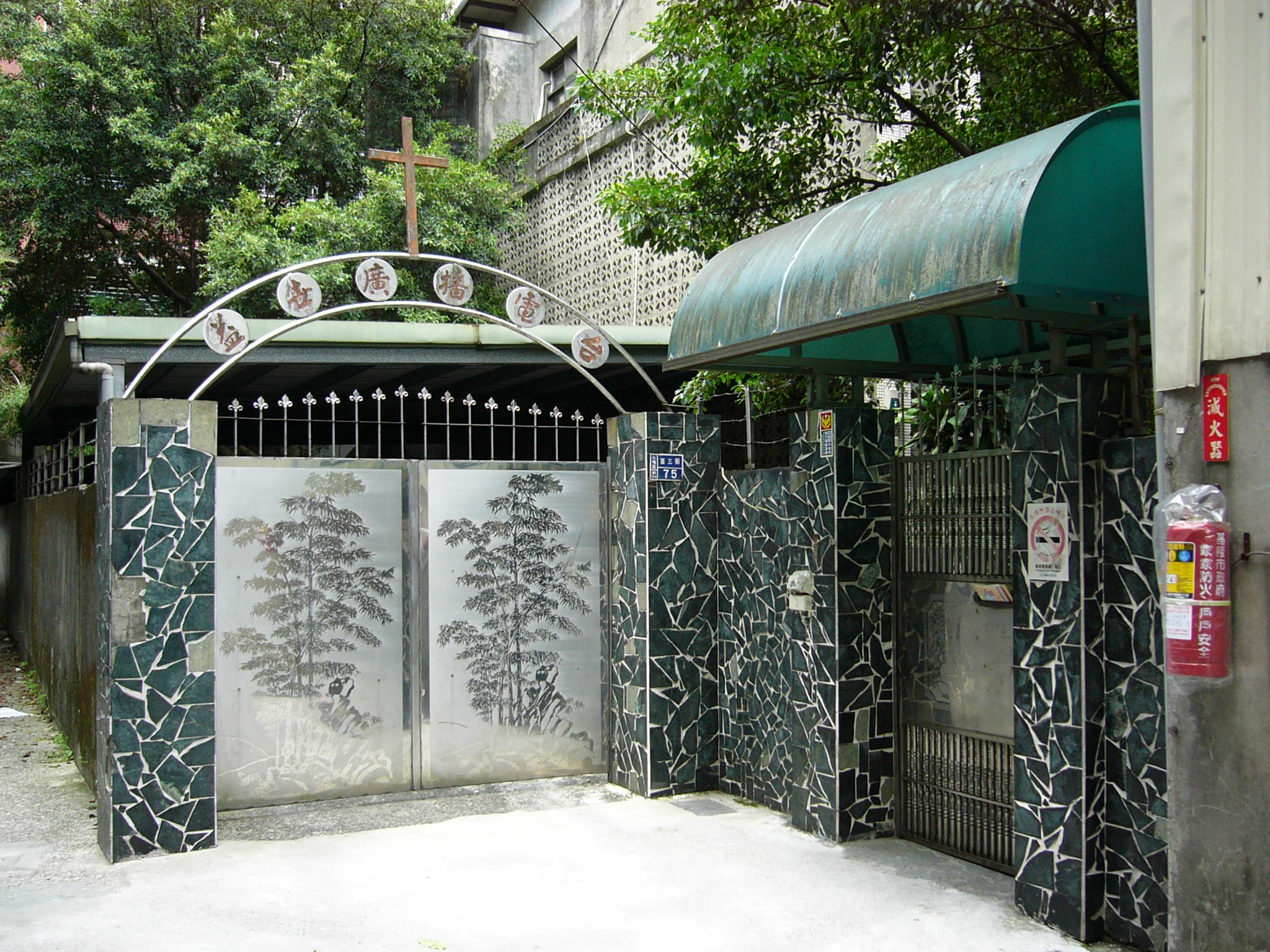
台湾基隆市七堵区百三街の益世ラジオ放送局

于斌が企画して組織した益世ラジオ放送局は、1946年5月8日にカトリック南京大司教区で正式に放送を開始したが、後に解放軍が北京や上海から南進したので、放送局が利用されるのを防止する為に、于斌は益世ラジオ放送局前局長の楊慕時神父に、中華民国政府に従って台湾に行くように命じた。1951年3月、益世ラジオ放送局は台湾基隆市仁二路に移ったが、地形の制限を受けて拡張する術が無かった。1969年12月8日、益世ラジオ放送局は基隆市七堵区百三街75号に移転して現在に至っている。

### 輔仁大学学長
1959年、教皇ヨハネ23世は于斌に台北で輔仁大学の台湾における復興を委ね、彼を学長に任命した。次の年、台北県新荘市で校舍を建設し、輔仁大学の正式な復興を宣布した。于斌は大学の校訓を元の「以文會友，以友輔仁」から「真善美聖」に改め、元の言葉を自ら選んだ校歌の中に移した。それは校歌の歌詞中の「三知求是、明德日新」であり、いわゆる三知とは「知人、知物、知天」を指す。
この学校は、台北市内湖区にあり、前身は台北市私立康寧高級護理助産職業学校である。于斌枢機卿は国民の医学、衛生的知識を上げるための全国民の健康促進を宗旨として、1968年（民国57年）に企画し、成立した。康寧校歌の歌詞の「遵于公遺訓、行善必得福」の于公は于斌枢機卿本人を指している。

### 枢機卿任命

于斌枢機卿紋章
中心に中華民国国章を配置。モットーは「RESTAURARE OMNIA IN CHRISTO（全てをキリストにおいて立て直そう）」

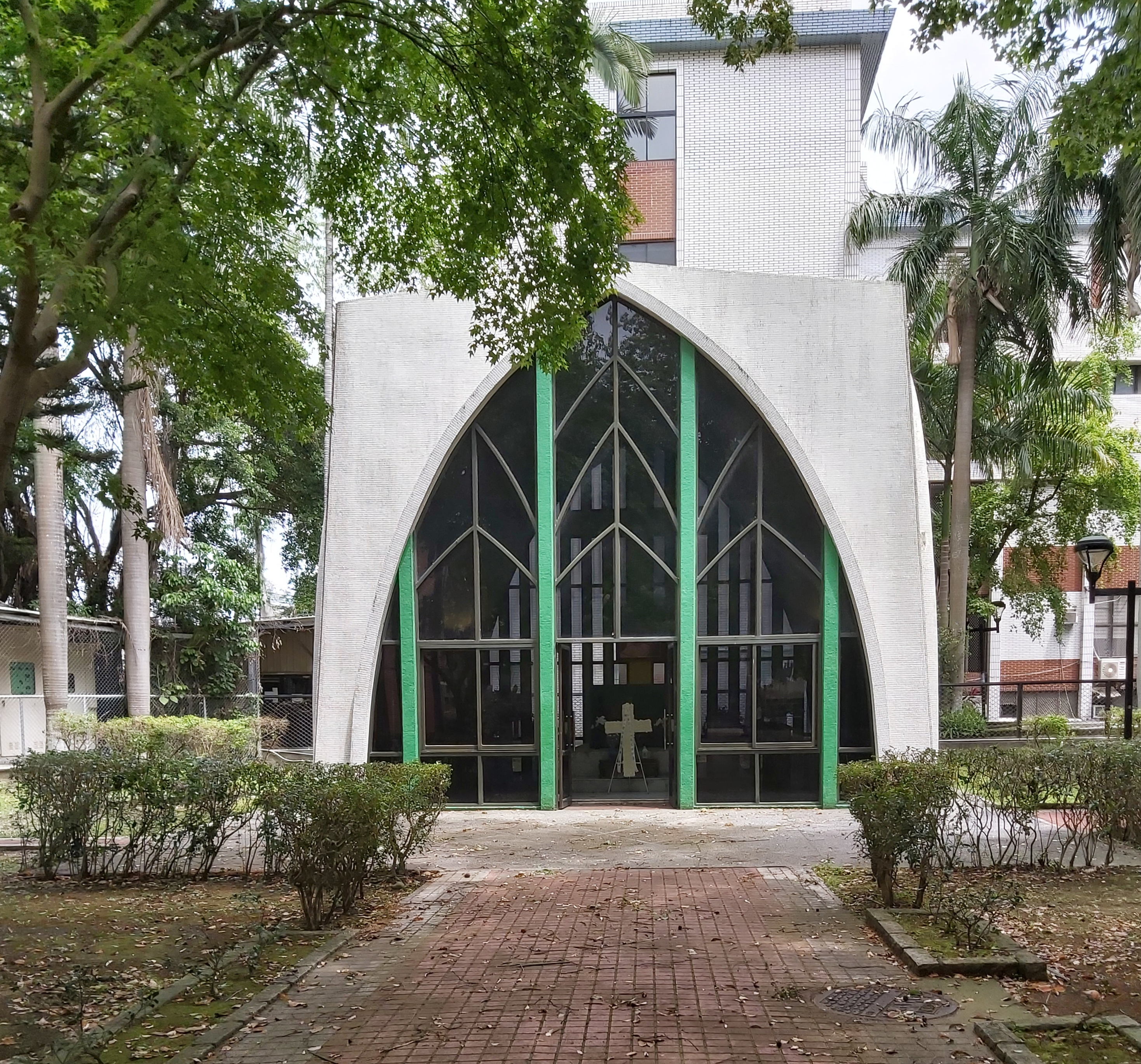
于枢機卿霊廟

1962年から1965年の間、第2バチカン公会議に参加した。1967年、最初の中国人枢機卿の田耕莘が台湾で死去した。1969年4月28日、教皇パウロ6世は于斌大司教を二人目の中国人枢機卿に任命した。5月19日にバチカンで戴帽式が行われ、于斌は新しく親任された枢機卿の中で首位であった。
1971年1月27日（春節）に、于斌枢機卿は国立台湾師範大学附属高級中学の講堂で初めて先祖崇拝の儀式を行い、物議を醸した。しかし、この伝統は今に至るまで続いている。なお毎年3月に輔仁大学は行っており、大学の特色となっている。
1978年8月、教皇パウロ6世が死去、全世界の枢機卿がバチカンに赴いて葬儀に参列し、且つ新しい教皇を選ぶことになった。教皇が逝去してから10日後の8月16日、于斌はバチカンで心臓発作で亡くなり、新任の教皇を選ぶためのコンクラーヴェには参加出来なかった。しかし、これにより94名の枢機卿が彼の葬儀に参列した。于斌の亡骸は輔仁大学のキャンパスに葬られた。彼は傅斯年、梅貽琦とともに、台湾で唯四人キャンパスに葬られた学長である。

## 記念
- 輔仁大学の行政大楼と康寧専門学校の講堂は、于斌を記念してそれぞれ「野声楼」、「野声館」と名付けられた。